# Presidio, Tezonapa
Presidio är en ort i Mexiko.   Den ligger i kommunen Tezonapa och delstaten Veracruz, i den sydöstra delen av landet, 260 km öster om huvudstaden Mexico City. Presidio ligger 340 meter över havet och antalet invånare är 2 443.
Terrängen runt Presidio är varierad. Runt Presidio är det ganska tätbefolkat, med 100 invånare per kvadratkilometer. Närmaste större samhälle är Cosolapa, 12,7 km sydost om Presidio. I omgivningarna runt Presidio växer i huvudsak städsegrön lövskog.